# Вифлеємська вулиця
Вифлеє́мська ву́лиця — вулиця в Дніпровському районі міста Києва, житловий масив Соцмісто. Пролягає вздовж залізниці від Березневої вулиці до бульвару Верховної Ради.
Прилучається проспект Соборності.

## Історія
Вулиця виникла наприкінці 1950-х років, носила назви Нова та Гравійна. 1961 року отримала назву вулиця Академіка Шліхтера, на честь революціонера та академіка Олександра Шліхтера.
Сучасна назва на честь міста Вифлеєма — з вересня 2015 року.

## Зображення

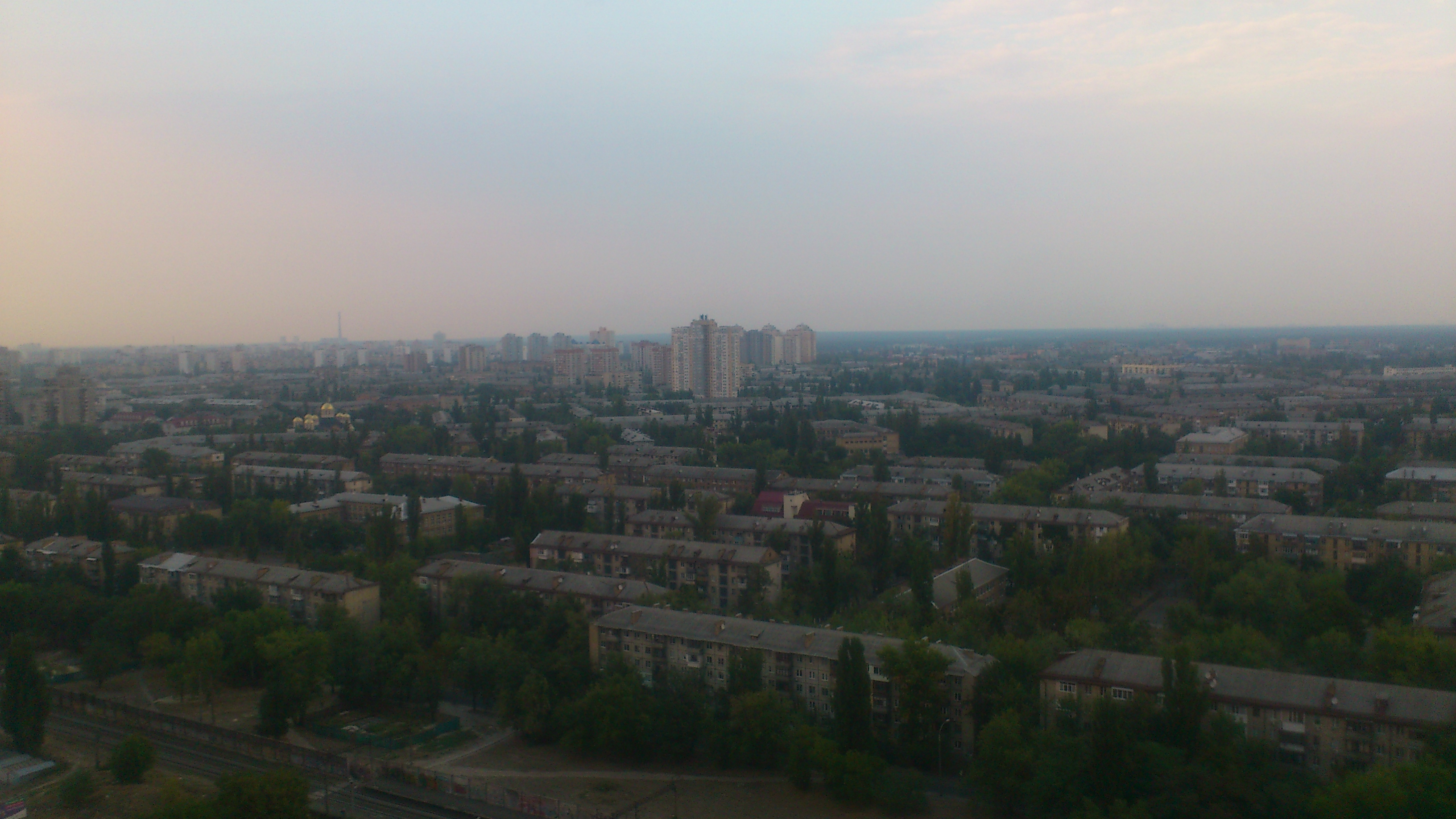
Вифлеємська вулиця (вздовж будинків на передньому плані)